# Жетижар
Жетижар (каз. Жетіжар, до 2013 г. — Семиярка) — село в Бескарагайском районе Абайской области Казахстана. Административный центр Жетижарского сельского округа. Находится примерно в 81 км к западу от районного центра, села Бескарагай. Код КАТО — 633649100.

## Население
В 1999 году население села составляло 1312 человек (659 мужчин и 653 женщины). По данным переписи 2009 года, в селе проживало 709 человек (351 мужчина и 358 женщин).

## Известные жители и уроженцы
- Сергазин, Шайдахмет (1920—2006) — Герой Социалистического Труда.
- Фёдор Николаевич Козлов (1959—1990) — советский серийный убийца и насильник.